# وارن غولنغ
وارن غولنغ هو كاتب كندي، ولد في 1950.